# Synagoge (Zbąszyń)
Koordinaten: 52° 15′ 3,2″ N, 15° 55′ 16,7″ O

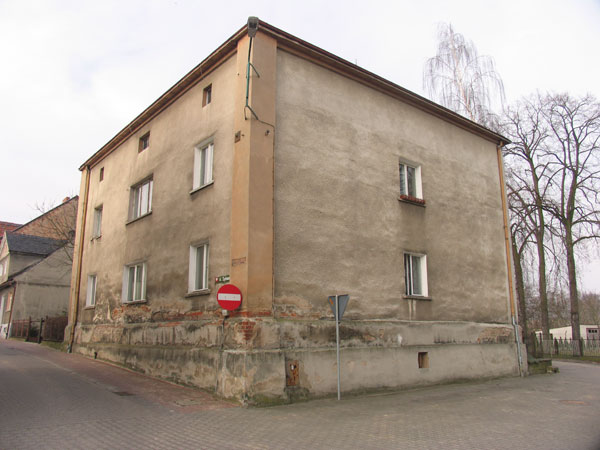
Synagoge in Zbąszyń

Die Synagoge in Zbąszyń (deutsch Bentschen), einer polnischen Stadt in der Woiwodschaft Großpolen, wurde von 1885 bis 1890 errichtet. Sie wurde im Zweiten Weltkrieg von den deutschen Besatzern zerstört.
Die profanierte Synagoge wurde in den 1960er Jahren zu einem Wohnhaus umgebaut.